# Feststellzange

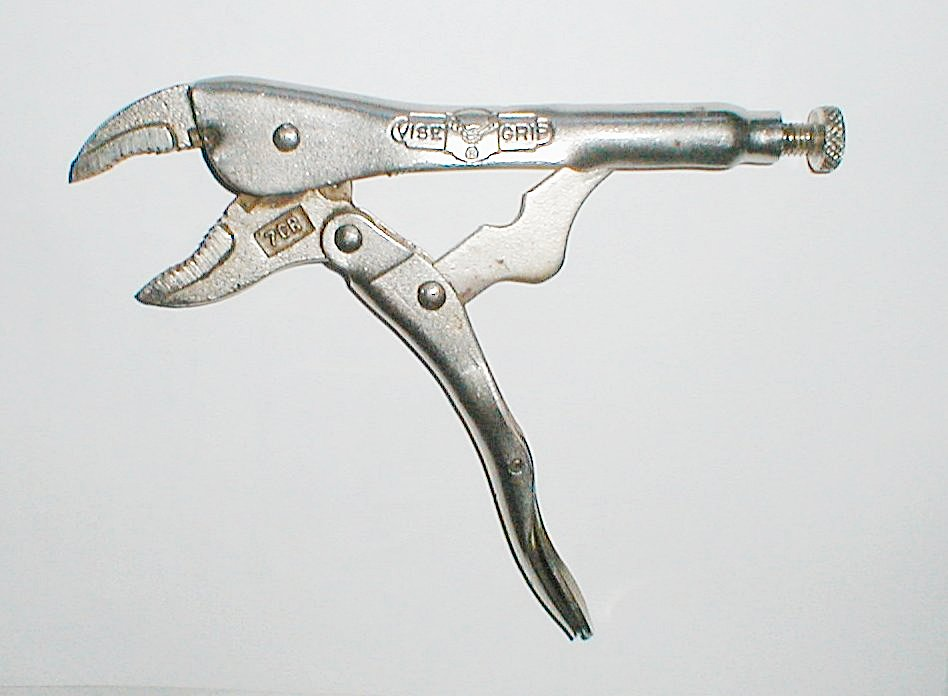
Geöffnete Gripzange der Marke Vise-Grip®

Eine Feststellzange ist eine Zange, die – mittels einer Einstellschraube auf eine Öffnungsweite eingestellt – in einer bestimmten Position am Werkstück festgeklemmt werden kann. Andere Bezeichnungen sind Festklemmzange, Schweißerzange und Gripzange. Letztere Bezeichnung stammt vom amerikanischen Markennamen „Vise-Grip“, Englisch für „greift wie ein Schraubstock“.
Mit der Kniehebel-Mechanik dieses Zangentyps lassen sich sehr hohe Kräfte aufbringen. Bei richtiger Einstellung des Rändelrads am unteren Ende der Zange wird beim Zusammenführen der Griffe der Zange ein „Totpunkt“ überwunden, ab dem die Zange selbsttätig klemmt und das Werkstück festhält. Gelöst wird die Zange, indem der kleine Zusatzhebel innen am vorderen Griff gezogen wird. Dieser drückt die Hauptgriffe auseinander, bis die Klemmwirkung aufgehoben ist.
Feststellzangen können ähnlich einer „dritten Hand“ zur Fixierung von Werkstücken verwendet werden.
Häufig dienen sie auch etwa zum Zusammenpressen zweier Bleche, die verlötet oder verschweißt werden sollen. Für diesen Einsatzzweck werden auch Gripzangen mit weit ausladenden Backen angeboten, mit denen sich etwa auch Rohre umschließen und klemmen lassen.
Gripzangen greifen so fest, dass sie auch als Notbehelf zum Lösen sehr fester Schraubverbindungen verwendet werden können, wenn die Köpfe der Schraube oder Mutter bereits so beschädigt sind, dass gewöhnliche Werkzeuge nicht mehr anwendbar sind.
Die Feststellzange wurde 1924 für den dänischen Immigranten William Petersen in den USA patentiert und jahrzehntelang unter dem erstmals am 5. Juni 1951 registrierten Markennamen Vise Grip in DeWitt, Nebraska, hergestellt und verkauft. Im Jahr 2008 wurde das Werk geschlossen und die Produktion nach China verlagert. Die vierte und jüngste Erneuerung der Registrierung des Markennamens Vise Grip erfolgte am 2. Juli 2011 zugunsten des Rechteinhabers Irwin Industrial Tools, eines Segments des US-amerikanischen Mischkonzerns Newell Rubbermaid.